# Internationales Filmwochenende Würzburg
Das Internationale Filmwochenende Würzburg  findet jährlich Ende Januar in Würzburg statt.
Es existiert seit 1974. Bis einschließlich 2010 fand es jährlich Ende Januar statt, vor dem 37. Filmwochenende 2011 wurde dieser Termin auf 14 Tage vor Ostern verlegt, kehrte zum 40. Geburtstag 2014 aber wieder in den Januar zurück. Seit 2017 findet das Filmwochenende im am nördlichen Stadtrand gelegenen Kulturzentrum Bürgerbräu statt, was den Zuschauerandrang nicht geschmälert hat (9000 Besucher). Publikumspreise werden in den Kategorien Spielfilm, Dokumentarfilm, Kurzfilm, Kinder- und Jugendfilm vergeben. Das Filmfestival wird ausschließlich ehrenamtlich organisiert. Mit etwa 14.000 verkauften Eintrittskarten gehört es zu den mittelgroßen deutschen Filmfestivals. Gezeigt werden vor allem Filme, bei denen „das Künstlerische über dem Kommerz“ steht. 